# ŽNL Splitsko-dalmatinska 1997./98.
Ovaj članak je podtema članka: 4. rang HNL-a 1997./98.

1. ŽNL Splitsko-dalmatinska u sezoni 1997./98. je predstavljala prvi stupanj županijske lige u Splitsko-dalmatinskoj županiji, te ligu četvrtog stupnja hrvatskog nogometnog prvenstva.  
 
U ligi je sudjelovalo dvanaest klubova. Prvak je bio klub "Dugopolje". 

## Sustav natjecanja
Dvanaest klubova je igralo dvokružnim ligaškim sustavom (22 kola).

## Momčadi
- Domagoj – Konjsko
- Dugopolje – Dugopolje
- Jadran – Supetar
- Kamen – Ivanbegovina
- Krilnik – Split
- Mladost – Koprivno
- OSK – Otok
- Postira – Postira
- Prugovo – Prugovo[1]
- Sloga – Mravince
- Tekstilac – Sinj
- Vinjani – Donji Vinjani

## Ljestvica
| Poz. | Momčad             | U  | P  | N | I  | G+ | G–  | G+/– | Bod. | Nastavak natjecanja ili ispadanje |
| ---- | ------------------ | -- | -- | - | -- | -- | --- | ---- | ---- | --------------------------------- |
| 1.   | Dugopolje (P)      | 21 | 14 | 5 | 2  | 87 | 18  | +69  | 47   | Kvalifikacije za 3. HNL – Jug     |
| 2.   | Vinjani            | 21 | 14 | 4 | 3  | 71 | 16  | +55  | 46   |                                   |
| 3.   | Jadran Supetar     | 21 | 14 | 3 | 4  | 58 | 16  | +42  | 45   |                                   |
| 4.   | Kamen Ivanbegovina | 21 | 13 | 1 | 7  | 67 | 37  | +30  | 40   |                                   |
| 5.   | Postira            | 21 | 11 | 3 | 7  | 60 | 28  | +32  | 36   |                                   |
| 6.   | Sloga Mravince (R) | 21 | 10 | 3 | 8  | 65 | 29  | +36  | 33   | 2. ŽNL                            |
| 7.   | Tekstilac Sinj (R) | 21 | 9  | 6 | 6  | 45 | 40  | +5   | 33   | 2. ŽNL                            |
| 8.   | OSK Otok (R)       | 21 | 10 | 1 | 10 | 36 | 32  | +4   | 31   | 2. ŽNL                            |
| 9.   | Mladost Koprivno   | 21 | 6  | 1 | 14 | 13 | 63  | −50  | 19   |                                   |
| 10.  | Krilnik Split (R)  | 21 | 4  | 1 | 16 | 19 | 64  | −45  | 13   | 2. ŽNL                            |
| 11.  | Domagoj Konjsko    | 21 | 2  | 0 | 19 | 17 | 151 | −134 | 6    |                                   |
| 12.  | Prugovo            | 11 | 0  | 0 | 11 | 4  | 48  | −44  | 0    | Odustali od natjecanja            |

## Rezultatska križaljka
| kratica | klub                    | DOM | DUG | JAD | KAM | KRI | MLA | OSK | POS | SLO | TEK | VINJ | PRU |
| --- | ----------------------- | --- | --- | --- | --- | --- | --- | --- | --- | --- | --- | ---- | --- |
| DOM | Domagoj Konjsko         |     |     |     |     |     |     |     |     |     |     |      |     |
| DUG | Dugopolje               |     |     |     |     |     |     |     |     |     |     |      |     |
| JAD | Jadran Supetar          |     |     |     |     |     |     |     |     |     |     |      |     |
| KAM | Kamen Ivanbegovina      |     |     |     |     |     |     |     |     |     |     |      |     |
| KRI | Krilnik Split           |     |     |     |     |     |     |     |     |     |     |      |     |
| MLA | Mladost Koprivno        |     |     |     |     |     |     |     |     |     |     |      |     |
| OSK | OSK Otok                |     |     |     |     |     |     |     |     |     |     |      |     |
| POS | Postira                 |     |     |     |     |     |     |     |     |     |     |      |     |
| SLO | Sloga Mravince          |     |     |     |     |     |     |     |     |     |     |      |     |
| TEK | Tekstilac Sinj          |     |     |     |     |     |     |     |     |     |     |      |     |
| VINJ | Vinjani (Donji Vinjani) |     |     |     |     |     |     |     |     |     |     |      |     |
| PRU | Prugovo                 |     |     |     |     |     |     |     |     |     |     |      |     |
| |                         |     |     |     |     |     |     |     |     |     |     |      |     |
| podebljan rezultat - utakmice od 1. do 11. kola (1. utakmica između klubova) rezultat normalne debljine - utakmice od 12. do 22. kola (2. utakmica između klubova) rezultat nakošen - nije vidljiv redoslijed odigravanja međusobnih utakmica iz dostupnih izvora rezultat smanjen * - iz dostupnih izvora nije uočljiv domaćin susreta prekrižen rezultat - poništena ili brisana utakmica p - utakmica prekinuta 3:0 p.f. / 0:3 p.f. - rezultat 3:0 bez borbe n.i. - nije igrano |                         |     |     |     |     |     |     |     |     |     |     |      |     |

 Izvori:

## Vanjske poveznice
- nszsd.hr - Nogometni savez Županije Splitsko-dalmatinske
- nszsd.hr, 1. ŽNL
- facebook.com, 1. ŽNL Splitsko-dalmatinske županije
- sportnet.hr forum, 1. i 2. ŽNL Splitsko-dalmatinske županije  Arhivirana inačica izvorne stranice od 27. studenoga 2021. (Wayback Machine)